# Clash of the Titans (тур)
Clash of the Titans (с англ. — «Битва титанов») — концертный тур американских трэш-металлических групп во главе с Megadeth и Slayer, который проходил в сентябре и октябре 1990 года, а затем с мая по июль 1991 года. Тур в поддержку альбомов Rust in Peace и Seasons in the Abyss состоял из двух этапов: сначала в Европе с участием Testament и Suicidal Tendencies, а затем в Соединённых Штатах с Megadeth, Slayer и Anthrax в качестве хедлайнеров и Alice in Chains на разогреве. Clash of the Titans считается одним из самых успешных туров в истории хэви-метала, объединившим уже известные трэш-метал-группы и только набирающие популярность коллективы  альтернативного рока и гранжа.

## История

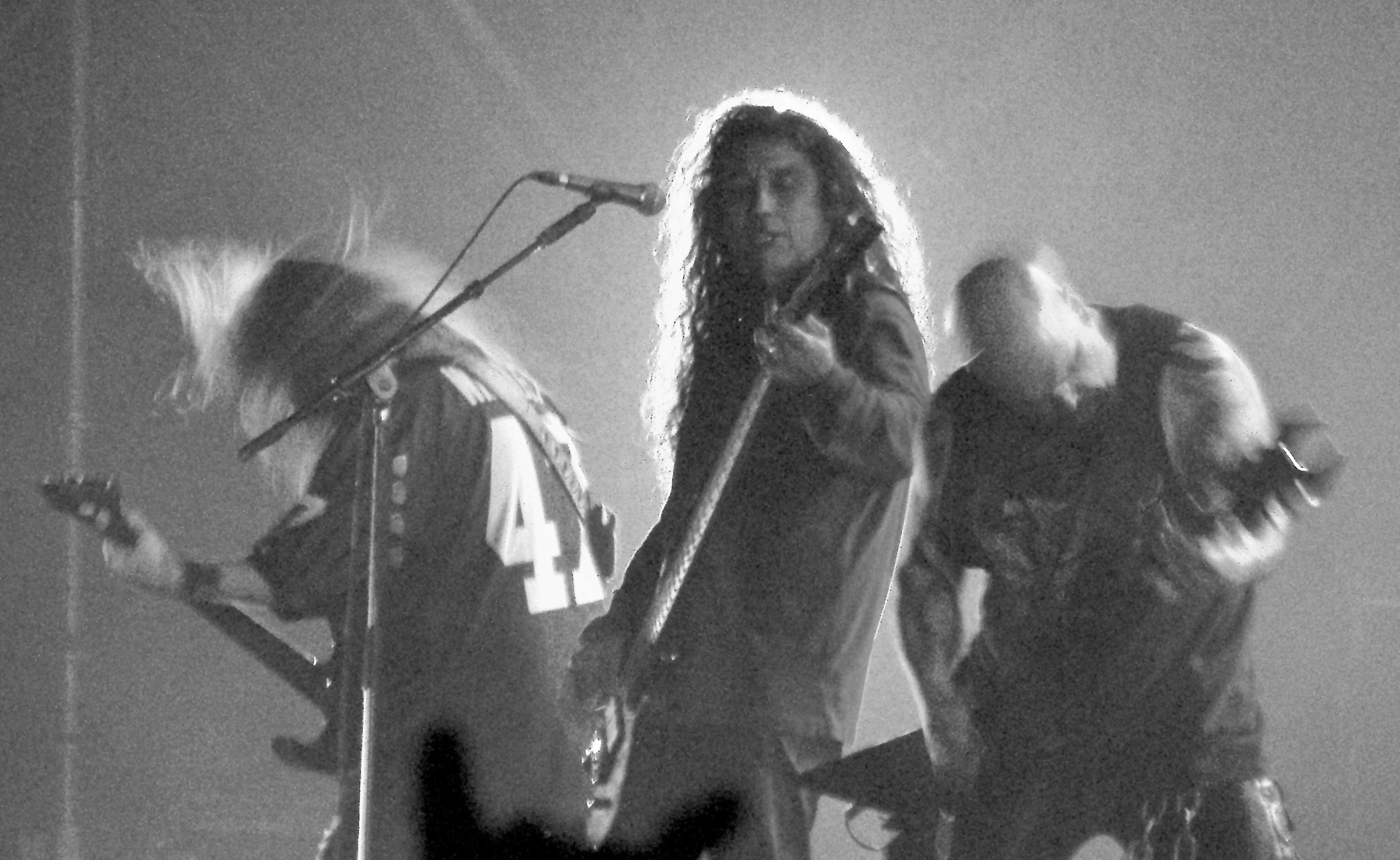
Slayer

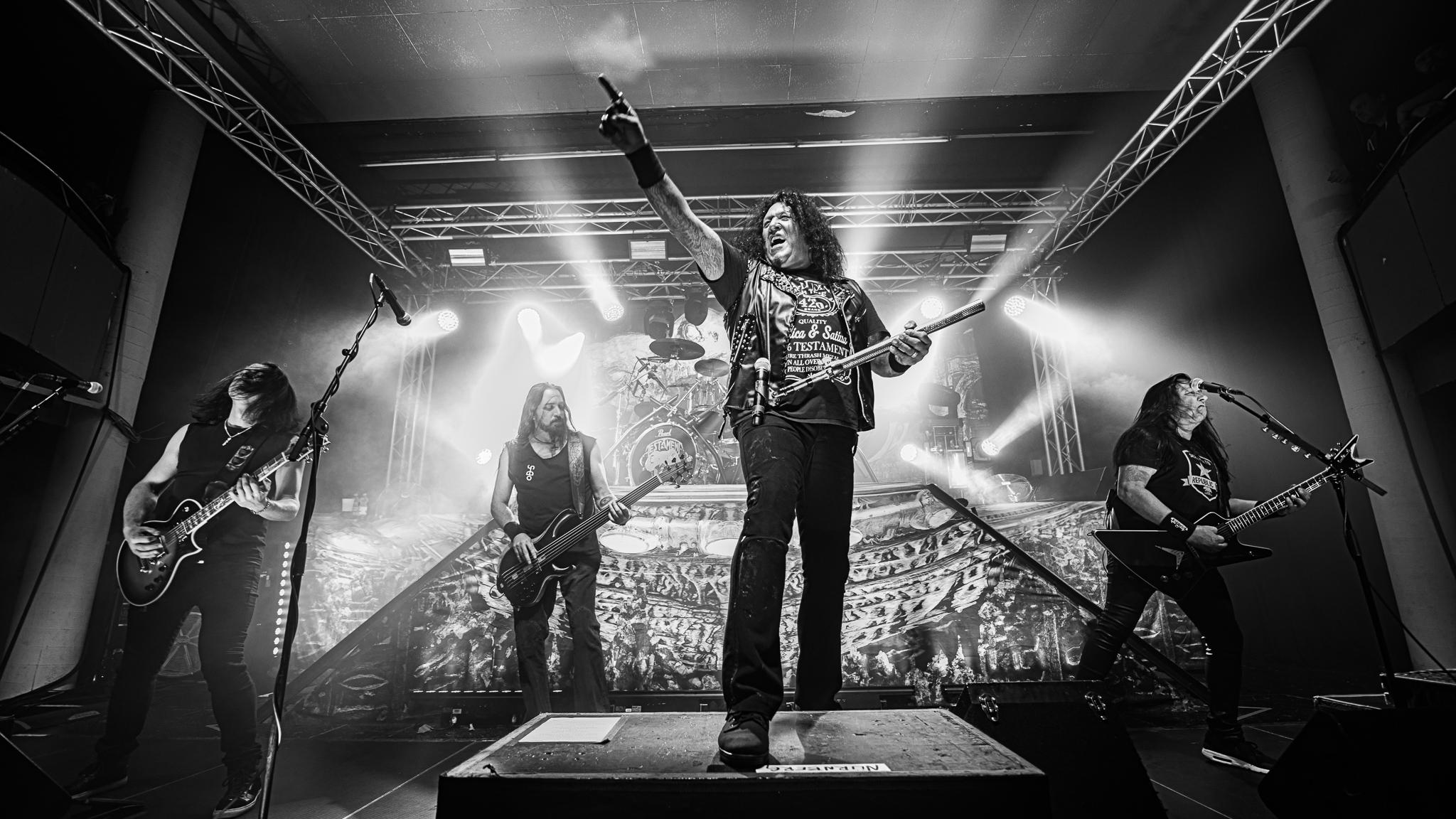
Testament

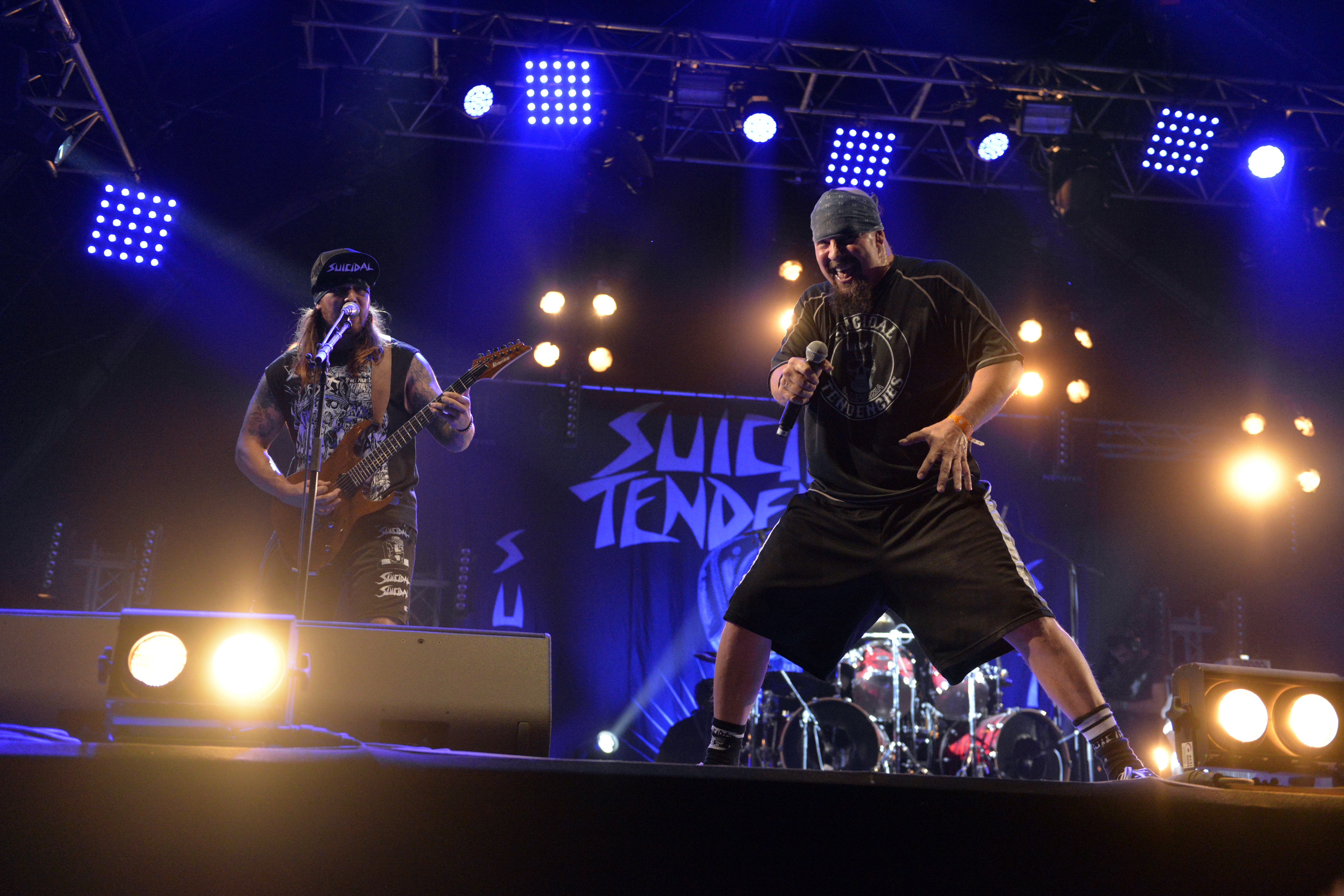
Suicidal Tendencies

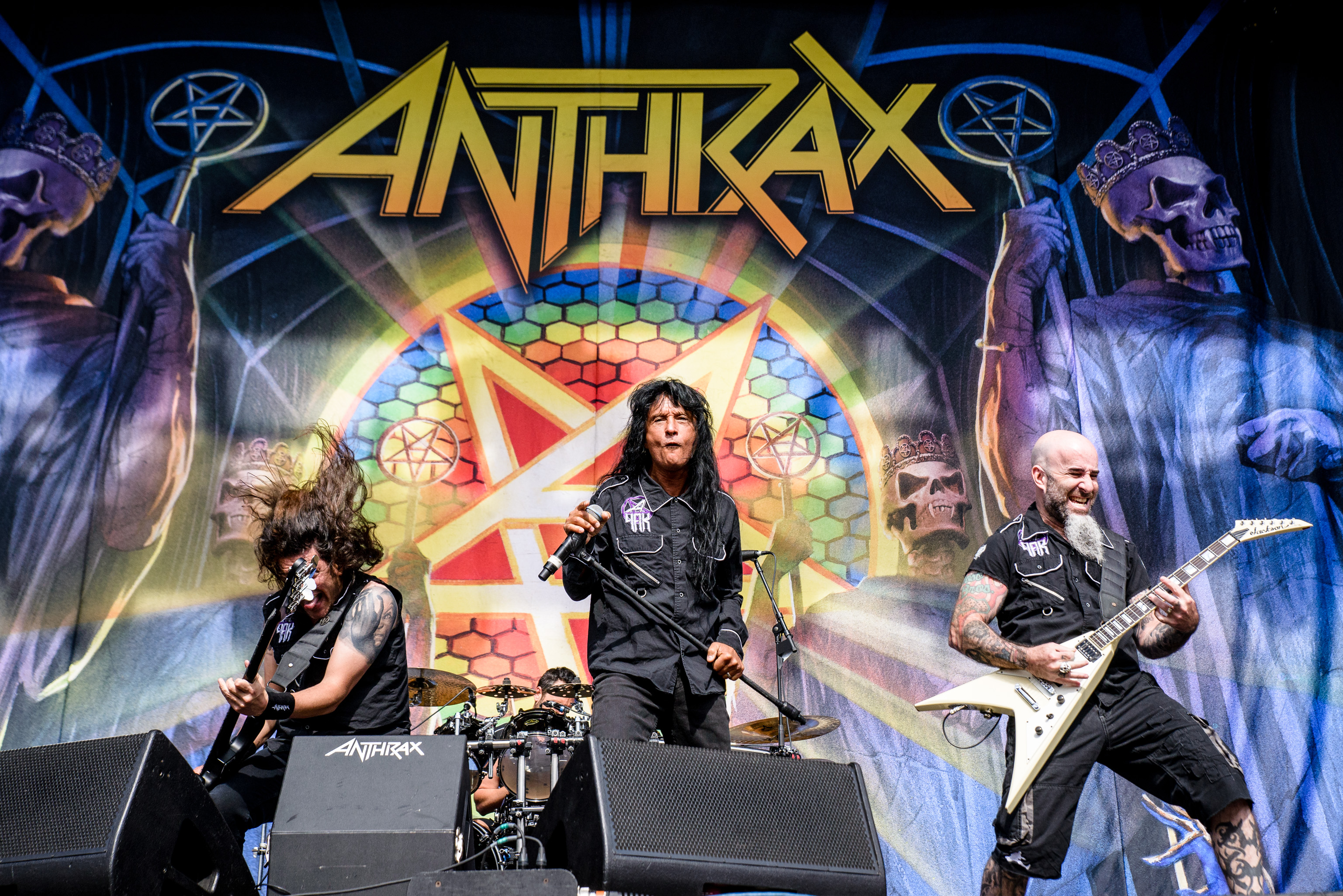
Anthrax

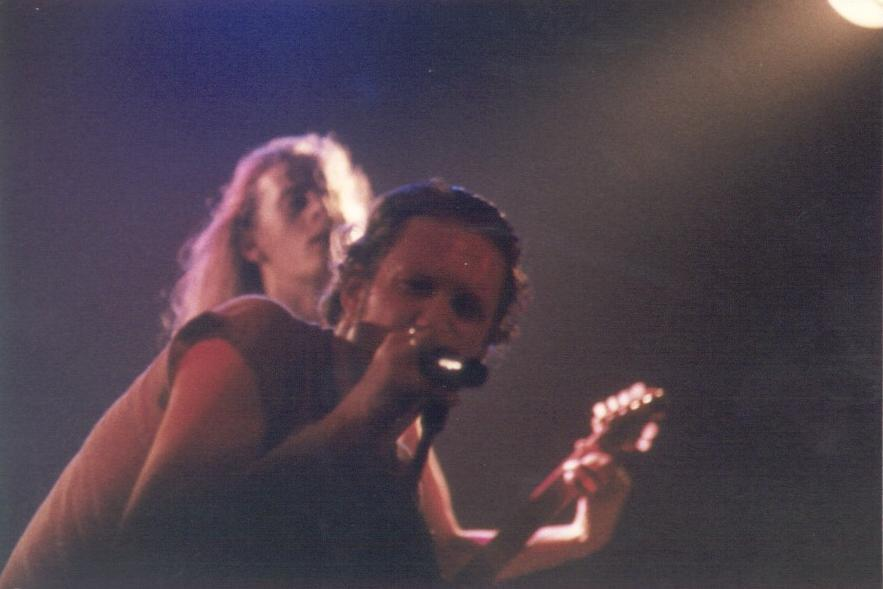
Alice in Chains

Тур начался осенью 1990 года с трехнедельного европейского тура с участием Slayer, Megadeth, Testament и Suicidal Tendencies, в поддержку недавно вышедших альбомов Rust in Peace, Seasons in the Abyss, Souls of Black и Lights...Camera...Revolution!. Вторая часть турне прошла в 1991 году в Соединенных Штатах и Канаде, и собрала несколько другой состав: Megadeth, Slayer, Anthrax и Alice in Chains. Megadeth и Slayer всё ещё продвигали свои альбомы Rust in Peace и Seasons in the Abyss, Anthrax выпустили пятый студийный альбом Persistence of Time, а Alice in Chains представляли дебютный альбом Facelift. Testament также открывали концерт 26 мая 1991 года в Дейли-Сити, тем самым объединив в США три из четырёх групп, выступавших ранее в Европе.
Alice in Chains попали в американскую часть тура случайно. На их месте должны были выступать Death Angel, но группа попала в автокатастрофу и была вынуждена отказаться от участия. Обсуждался также вариант с включением Sepultura, но, по словам Макса Кавалеры, их выгнали, после чего бразильские трэш-металисты отправились в турне New Titans on the Block вместе с Sacred Reich, Napalm Death и Sick of It All. Гитарист Anthrax Скотт Иэн утверждал, что хотел видеть Pantera на разогреве, но группа отказалась, так же как и Exodus, Vio-lence, Kreator и Obituary. Иэн также утверждал, что до турне Clash of the Titans группа не зарабатывала на своём творчестве; после возвращения из американского турне он получил чек на солидную сумму, так что даже позвонил бухгалтеру и сказал, что, наверное, произошла ошибка.
Metallica была единственной группой из «большой четвёрки» трэш-метала, которая не участвовала в туре Clash of the Titans. Гитарист Slayer Керри Кинг сказал в интервью Guitar World, что «уже тогда, вероятно, были мысли о концертах „большой четвёрки“, но тогда мы не смогли заполучить Metallica; но у нас было три группы из четырёх и этого было достаточно руководству и промоутерам». Участники Slayer, Megadeth и Anthrax указали, что отказ  Metallica участвовать в Clash of the Titans был связан с ростом их популярности, в частности, с выходом  одноимённого «черного альбома». Керри Кинг вспоминал: «Я знал, что Metallica не будет в этом участвовать, потому что они в нас не нуждались».
Спин-офф
16 ноября 2009 года было объявлено, что европейский состав Clash of the Titans воссоединится через девятнадцать лет в турне American Carnage с участием Slayer, Megadeth и Testament. 13 июля 2010 года было объявлено о второй части тура, совместных выступлениях Megadeth, Slayer и Anthrax. Ни Suicidal Tendencies, ни Alice in Chains не принимали участие в этих концертах.

## Даты концертов
| Дата             | Город                          | Страна                    | Место проведения                   |
| Европа           | Европа                         | Европа                    | Европа                             |
| ---------------- | ------------------------------ | ------------------------- | ---------------------------------- |
| 22 сентября 1990 | Генк                           | Бельгия                   | Limburghal                         |
| 23 сентября 1990 | Берн                           | Швейцария                 | Festhalle                          |
| 24 сентября 1990 | Флоренция                      | Италия                    | Firenze Palasport                  |
| 25 сентября 1990 | Милан                          | Италия                    | Palatrussardi                      |
| 27 сентября 1990 | Барселона                      | Испания                   | Velòdrom d'Horta                   |
| 28 сентября 1990 | Сан-Себастьян                  | Испания                   | Velodromo de Anoeta                |
| 30 сентября 1990 | Лейден                         | Нидерланды                | Groenoordhallen                    |
| 2 октября 1990   | Париж                          | Франция                   | Le Zénith                          |
| 3 октября 1990   | Штутгарт                       | Германия                  | Hanns-Martin-Schleyer-Halle        |
| 4 октября 1990   | Майнц                          | Германия                  | Rheingoldhalle                     |
| 5 октября 1990   | Мюнхен                         | Германия                  | Rudi-Sedlmayer-Halle               |
| 6 октября 1990   | Дюссельдорф                    | Германия                  | Philips Halle                      |
| 7 октября 1990   | Бремен                         | Германия                  | Stadthalle Bremen                  |
| 9 октября 1990   | Стокгольм                      | Швеция                    | Solnahallen                        |
| 10 октября 1990  | Копенгаген                     | Дания                     | K.B. Hallen                        |
| 12 октября 1990  | Эдинбург                       | Великобритания            | Exhibition and Trade Centre        |
| 13 октября 1990  | Бирмингем                      | Великобритания            | National Exhibition Centre         |
| 14 октября 1990  | Лондон                         | Великобритания            | Уэмбли Арена                       |
| Северная Америка |                                |                           |                                    |
| 16 мая 1991      | Даллас                         | Соединённые Штаты Америки | Starplex Amphitheatre              |
| 17 мая 1991      | Лаббок (Техас)                 | Соединённые Штаты Америки | Lubbock Municipal Coliseum         |
| 18 мая 1991      | Сан-Антонио                    | Соединённые Штаты Америки | Sunken Gardens Amphitheater        |
| 19 мая 1991      | Хьюстон                        | Соединённые Штаты Америки | Лейквуд-чёрч-сентрал-кампус        |
| 21 мая 1991      | Эль-Пасо (Техас)               | Соединённые Штаты Америки | El Paso County Coliseum            |
| 22 мая 1991      | Альбукерке                     | Соединённые Штаты Америки | Tingley Coliseum                   |
| 23 мая 1991      | Финикс                         | Соединённые Штаты Америки | Arizona Veterans Memorial Coliseum |
| 24 мая 1991      | Сан-Диего                      | Соединённые Штаты Америки | San Diego Sports Arena             |
| 25 мая 1991      | Коста-Меса                     | Соединённые Штаты Америки | Pacific Amphitheatre               |
| 26 мая 1991      | Дейли-Сити (Калифорния)        | Соединённые Штаты Америки | Cow Palace                         |
| 27 мая 1991      | Сакраменто (Калифорния)        | Соединённые Штаты Америки | Слип-трейн-арена                   |
| 29 мая 1991      | Портленд (Орегон)              | Соединённые Штаты Америки | Memorial Coliseum                  |
| 30 мая 1991      | Сиэтл                          | Соединённые Штаты Америки | Mercer Arena                       |
| 31 мая 1991      | Спокан (Вашингтон)             | Соединённые Штаты Америки | Spokane Coliseum                   |
| 1 июня 1991      | Ванкувер                       | Канада                    | Пасифик Колизиум                   |
| 3 июня 1991      | Солт-Лейк-Сити                 | Соединённые Штаты Америки | Bonneville Raceway                 |
| 5 июня 1991      | Моррисон (Колорадо)            | Соединённые Штаты Америки | Red Rocks Amphitheatre             |
| 6 июня 1991      | Омаха                          | Соединённые Штаты Америки | Omaha Civic Auditorium             |
| 7 июня 1991      | Боннер-Спрингс                 | Соединённые Штаты Америки | Sandstone Amphitheater             |
| 8 июня 1991      | Сидар-Рапидс                   | Соединённые Штаты Америки | Five Seasons Center                |
| 9 июня 1991      | Форест-Лейк (город, Миннесота) | Соединённые Штаты Америки | Trout Aire Amphitheatre            |
| 11 июня 1991     | Спрингфилд (Иллинойс)          | Соединённые Штаты Америки | Prairie Capital Convention Center  |
| 12 июня 1991     | Луисвилл                       | Соединённые Штаты Америки | Louisville Gardens                 |
| 14 июня 1991     | Тинли-Парк                     | Соединённые Штаты Америки | First Midwest Bank Amphitheatre    |
| 15 июня 1991     | Ист-Трой (Висконсин)           | Соединённые Штаты Америки | Alpine Valley Music Theatre        |
| 16 июня 1991     | Колумбус (Огайо)               | Соединённые Штаты Америки | Battelle Hall                      |
| 18 июня 1991     | Ноблсвилл                      | Соединённые Штаты Америки | Deer Creek Music Center            |
| 20 июня 1991     | Ричфилд (Огайо)                | Соединённые Штаты Америки | Richfield Coliseum                 |
| 21 июня 1991     | Торонто                        | Канада                    | Exhibition Stadium                 |
| 22 июня 1991     | Кларкстон (Мичиган)            | Соединённые Штаты Америки | Pine Knob Music Theatre            |
| 23 июня 1991     | Мирс (Мичиган)                 | Соединённые Штаты Америки | Val du Lakes Amphitheatre          |
| 25 июня 1991     | Бургеттстаун                   | Соединённые Штаты Америки | Star Lake Amphitheatre             |
| 26 июня 1991     | Корфу (Нью-Йорк)               | Соединённые Штаты Америки | Darien Lake                        |
| 27 июня 1991     | Мидлтаун                       | Соединённые Штаты Америки | Orange County Fair Speedway        |
| 28 июня 1991     | Нью-Йорк                       | Соединённые Штаты Америки | Madison Square Garden              |
| 29 июня 1991     | Филадельфия                    | Соединённые Штаты Америки | Wachovia Spectrum                  |
| 30 июня 1991     | Балтимор                       | Соединённые Штаты Америки | 1st Mariner Arena                  |
| 1 июля 1991      | Хамптон (Виргиния)             | Соединённые Штаты Америки | Hampton Coliseum                   |
| 3 июля 1991      | Херши (Пенсильвания)           | Соединённые Штаты Америки | Hersheypark Stadium                |
| 4 июля 1991      | Уидспорт                       | Соединённые Штаты Америки | Cayuga County Speedway             |
| 5 июля 1991      | Портленд (Мэн)                 | Соединённые Штаты Америки | Cumberland County Civic Center     |
| 6 июля 1991      | Мансфилд (Массачусетс)         | Соединённые Штаты Америки | Great Woods                        |
| 7 июля 1991      | Бристол (Коннектикут)          | Соединённые Штаты Америки | Lake Compounce                     |
| 9 июля 1991      | Фейетвилл (Северная Каролина)  | Соединённые Штаты Америки | Cumberland County Crown Coliseum   |
| 10 июля 1991     | Гринвилл (Южная Каролина)      | Соединённые Штаты Америки | Greenville Memorial Auditorium     |
| 11 июля 1991     | Чарлстон (Южная Каролина)      | Соединённые Штаты Америки | King Street Palace                 |
| 12 июля 1991     | Атланта                        | Соединённые Штаты Америки | Omni Coliseum                      |
| 13 июля 1991     | Лейкленд (Флорида)             | Соединённые Штаты Америки | Lakeland Civic Center              |
| 14 июля 1991     | Майами                         | Соединённые Штаты Америки | Майами-арена                       |

Отменённые концерты
| Дата            | Город      | Страна            | Место проведения            |
| --------------- | ---------- | ----------------- | --------------------------- |
| 17 июня 1991 г. | Цинциннати | Соединенные Штаты | Музыкальный центр Ривербенд |

## Список песен
| Сет-лист Megadeth 1990 1. «Rattlehead» 2. «Wake Up Dead» 3. «Hangar 18» 4. «Hook in Mouth» 5. «Skull Beneath the Skin» 6. «The Conjuring» 7. «In My Darkest Hour» 8. «Devil’s Island» 9. «My Last Words» 10. «Peace Sells» 11. «Holy Wars... The Punishment Due» 12. «Good Mourning/Black Friday» 13. «Liar» 14. «Anarchy in the U.K.» (кавер Sex Pistols) | Сет-лист Megadeth 1991 1. «Wake Up Dead» 2. «Hook In Mouth» 3. «Hangar 18» 4. «The Conjuring» 5. «In My Darkest Hour» 6. «Dawn Patrol» 7. «Tornado of Souls» 8. «Holy Wars... The Punishment Due» 9. «Peace Sells» 10. «Anarchy in the U.K.» (кавер Sex Pistols) |

| Сет-лист Slayer 1990 1. «Raining Blood» 2. «Black Magic» 3. «War Ensemble» 4. «Postmortem» 5. «Blood Red» 6. «Die by the Sword» 7. «Dead Skin Mask» 8. «Altar of Sacrifice» 9. «Jesus Saves» 10. «At Dawn They Sleep» 11. «Spirit in Black» 12. «Mandatory Suicide» 13. «Live Undead» 14. «South of Heaven» 15. «Angel of Death» | Сет-лист Slayer 1991 1. «Hell Awaits» 2. «The Antichrist» 3. «War Ensemble» 4. «South of Heaven» 5. «Raining Blood» 6. «Altar of Sacrifice» 7. «Jesus Saves» 8. «Dead Skin Mask» 9. «Seasons in the Abyss» 10. «Mandatory Suicide» 11. «Angel of Death» |

Сет-лист Anthrax
1. «Efilnikufesin (N.F.L.)»
2. «Got the Time» (кавер Джо Джексона)
3. «Caught in a Mosh»
4. «Keep It in the Family»
5. «Indians»
6. «Antisocial» (кавер Trust)
7. «I’m the Man»
8. «Won’t Get Fooled Again» / «I Am the Law»

## Участники
| Megadeth - Дэйв Мастейн — вокал, гитара - Марти Фридман — гитара - Дэвид Эллефсон — бас - Ник Менца — барабаны Slayer - Том Арайя — вокал, бас - Керри Кинг — гитара - Джефф Ханнеман — гитара - Дэйв Ломбардо — барабаны Testament - Чак Билли — вокал - Алекс Сколник — соло-гитара - Эрик Питерсон — ритм-гитара - Грег Кристиан — бас - Луи Клементе — барабаны | Suicidal Tendencies - Майк Мьюир — вокал - Рокки Джордж — соло-гитара - Майк Кларк — ритм-гитара - Роберт Трухильо — бас - Ральф Эррера — барабаны Anthrax - Джоуи Белладонна — вокал - Дэн Спитц — соло-гитара - Скотт Иэн — ритм-гитара - Фрэнк Бэлло — бас - Чарли Бенанте — барабаны Alice in Chains - Лейн Стэйли — вокал - Джерри Кантрелл — гитара - Майк Старр — бас - Шон Кинни — барабаны |